# Callichthys oibaensis
Callichthys oibaensis är en fiskart som beskrevs av Ardila Rodríguez 2006. Callichthys oibaensis ingår i släktet Callichthys och familjen Callichthyidae. Inga underarter finns listade.